# Liste der Biografien/Amd
Liste der Biografien |
Portal Biografien |
Personensuche
# |
A |
B |
C |
D |
E |
F |
G |
H |
I |
J |
K |
L |
M |
N |
O |
P |
Q |
R |
S |
T |
U |
V |
W |
X |
Y |
Z |
?
 
Aa |
Ab |
Ac |
Ad |
Ae |
Af |
Ag |
Ah |
Ai |
Aj |
Ak |
Al |
Am |
An |
Ao |
Ap |
Aq |
Ar |
As |
At |
Au |
Av |
Aw |
Ax |
Ay |
Az
 
Ama |
Amb |
Amc |
Amd |
Ame |
Amf |
Amg |
Amh |
Ami |
Amj |
Amk |
Aml |
Amm |
Amn |
Amo |
Amp |
Amr |
Ams |
Amt |
Amu |
Amw |
Amy |
Amz
Die Liste der Biografien führt alle Personen auf, die in der deutschsprachigen Wikipedia einen Artikel haben. Dieses ist eine Teilliste mit 10 Einträgen von Personen, deren Namen mit den Buchstaben „Amd“ beginnt.

## Amd

### Amda
- Amda Jesus († 1434), Kaiser von Äthiopien
- Amda Seyon I. († 1344), äthiopischer Kaiser
- Amda Seyon II. († 1494), Kaiser von Äthiopien
- Amdahl, Gene (1922–2015), US-amerikanischer Computerarchitekt und Hi-tech-Unternehmer
- Amdahl, Henry (1921–1993), norwegischer Skispringer

### Amdo
- Amdor, Roy, südafrikanischer Snookerspieler
- Amdouni, Morhad (* 1988), französischer LeichtathletMorhad Amdouni (* 1988)

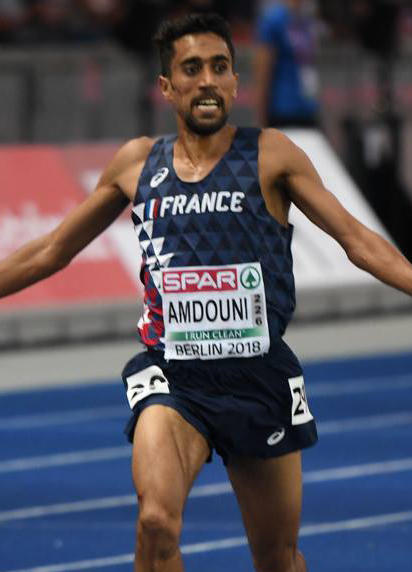
Morhad Amdouni (* 1988)

- Amdouni, Zeki (* 2000), Schweizer Fussballspieler

### Amdr
- Amdrup, Georg Carl (1866–1947), dänischer Marineoffizier und Polarforscher

### Amdu
- Amdursky, Michal (* 1975), israelische Tänzerin und Sängerin